# 国際連合安全保障理事会決議457
国際連合安全保障理事会決議457（こくさいれんごうあんぜんほしょうりじかいけつぎ457 英: United Nations Security Council Resolution 457）は、1978年12月4日に国際連合安全保障理事会において全会一致で採択された決議。国際連合安全保障理事会はイランアメリカ大使館人質事件について取り上げ、イランとアメリカとの緊張関係が国際上の安全保障を脅かすものとして、イランに対してテヘランのアメリカ大使館に拘束されている人質を直ちに釈放し、国外に退去させるように要求した。この決議において、国際連合に加盟するすべての国に対して外交関係に関するウィーン条約および領事関係に関するウィーン条約を尊重し、さらに個人としての外交官および公館内の敷地内において不可侵性を尊重するように提言した。
国際連合安全保障理事会はイランとアメリカに対して、たとえ如何なる困難な状況に陥ろうとも、互いに争いを終結させる努力をし最大限の自制心を持つように要請した。